# إمتريسيتابين/تينوفوفير/إيفافيرينز
إمتريسيتابين/تينوفوفير/إيفافيرينز (اسمه التجاري أتريبلا) هو أحد أدوية مضادات الفيروسات القهقرية المركبة ذات الجرعات الثابتة ويستخدم في علاج عدوى فيروس العوز المناعي البشري. هذا الدواء يجمع بين إيفافيرينز (600 ملغ) الذي تنتجه ميرك وتروفادا الذي يتكون من إمتريسيتابين (200 ملغ) وتينوفوفير (300 ملغ) وتنتجه غيلياد في حبة واحدة وبجرعة واحدة لتقليل تعديد الأدوية.
حصل أتريبلا على ترخيص إدارة الغذاء والدواء بتاريخ 12 تموز 2006.

## روابط خارجية باللغة الإنكليزية
- Atripla.com موقع أتريبلا وتديره غيلياد ساينسز ووبرستول مايرز سكويب
- Atripla مقالة حول أتريبلا من موقع مختص بفيروس العوز المناعي البشري